# Chiesa di San Giovanni Battista Decollato
La chiesa di San Giovanni Battista Decollato si trova a Monteferrante, in provincia di Chieti.

## Storia
Le notizie storiche sulla chiesa sono decisamente scarse, ma una delle principali testimonianze sulla fondazione, che ne attesta l'esistenza insieme alla chiesa di San Pietro e Santa Lucia, è contenuta nelle Rationes decimarum Italiae degli anni 1324-25, in cui è attestato che le chiese appartengono alla giurisdizione del monastero si Santa Maria in Basilica di Villa Santa Maria. La struttura, come si presenta oggi, è frutto di ripetuti lavori operati nel corso dei secoli. Un intervento alla facciata risale al 1827, come testimoniato da un'incisione presenta sul paramento.

## Descrizione
Il prospetto è molto semplice, con paramento in pietra e copertura a capanna. Il portale è sovrastato da un timpano spezzato, che reca al centro l'incisione di una piccola lapide con una croce. I muri laterali, a differenza della facciata, sono costituiti in pietra, ordinata in modo irregolare. Il campanile, che fiancheggia la chiesa, è diviso in tre livelli da cornici, anch'esso con muratura in pietra a vista.
L'interno è decorato da maestosi stucchi e intonaci barocchi, con un susseguirsi di paraste e capitelli corinzi dorati. La volta, a botte, è separata dal resto della navata da un'aggettante cornice. Ad unire la navata con il transtetto vi è una cupola, impostata su pennacchi, che recano gli affreschi dei quattro evangelisti.
Il presbiterio, dove è sito l'altare maggiore, è rialzato su gradini e chiuso da una balaustra marmorea. L'altare è centrato da due colonne che sostengono un timpano, sovrastato da un fastigio a stucco di putti e cartigli. Nel transtetto vi sono inoltre due altari minori, di fattura molto più semplice.
La chiesa conserva le seguenti opere: le statue San Giovanni battista (nella nicchia centrale del tabernacolo maggiore), una conocchia vestita della Madonna Addolorata col Cristo morto (scuola orsognese), San Vincenzo Ferrer, santa Filomena con gli angeli. È una statua pregevole di gusto napoletano, a seguire vi è la statua della Madonna in trono col Bambino del XV secolo, e una statua  di Sant'Antonio di Padova. 
Vi sono inoltre dei dipinti di Nicola Ranieri di Guardiagrele, la Madonna Addolorata, l'Immacolata Concezione, quadro Sant'Anna e Maria Bambina con le anime purganti,  e il quadro dell'Annunciazione.
L'apparato in stucchi e intonaci a motivi geometrici delle volte, è dei fratelli Bravo di Atessa. I dipinti nella volta centrale con scene della vita di Cristo sono di Ettore Bravo.

## Galleria d'immagini

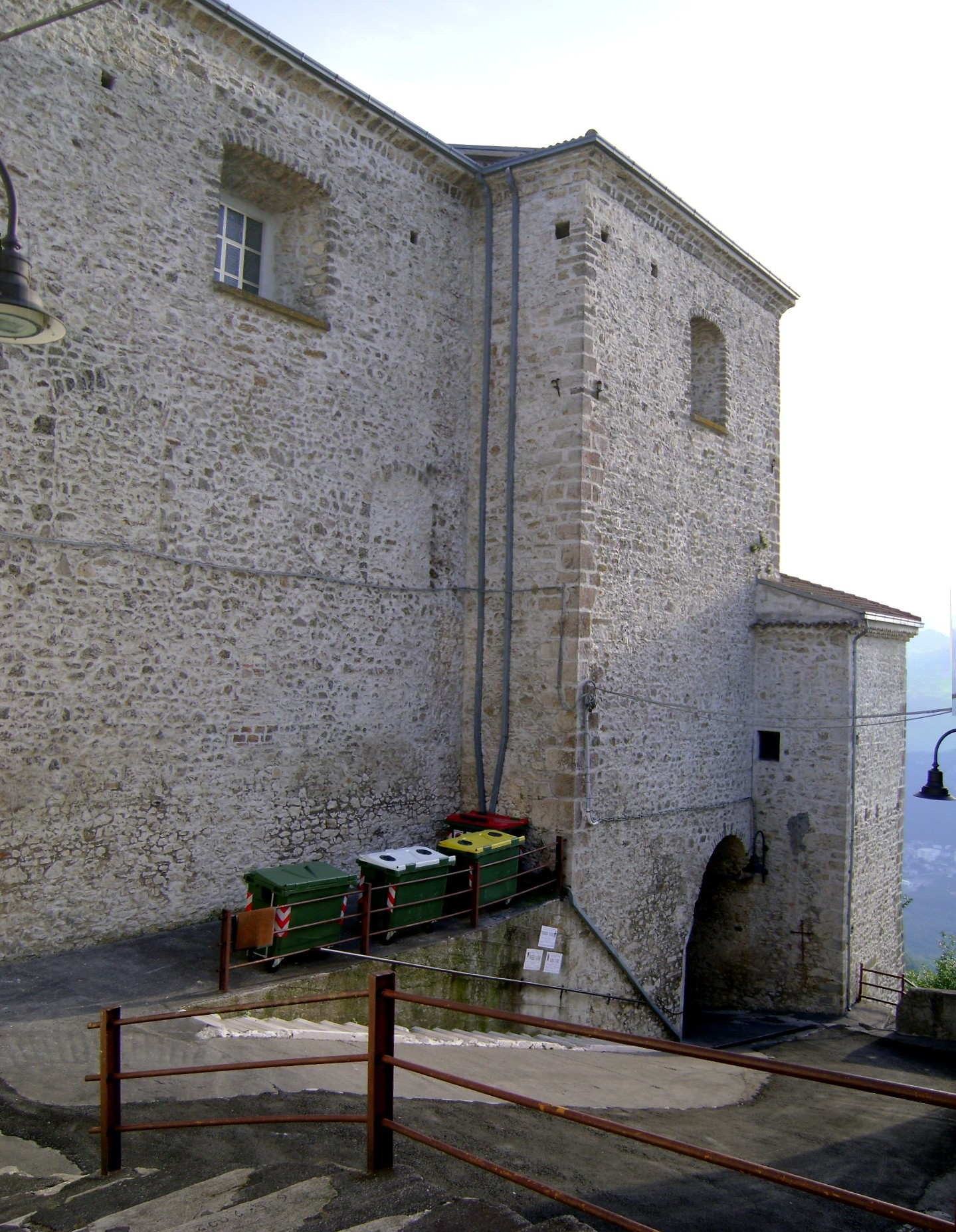
La fiancata destra
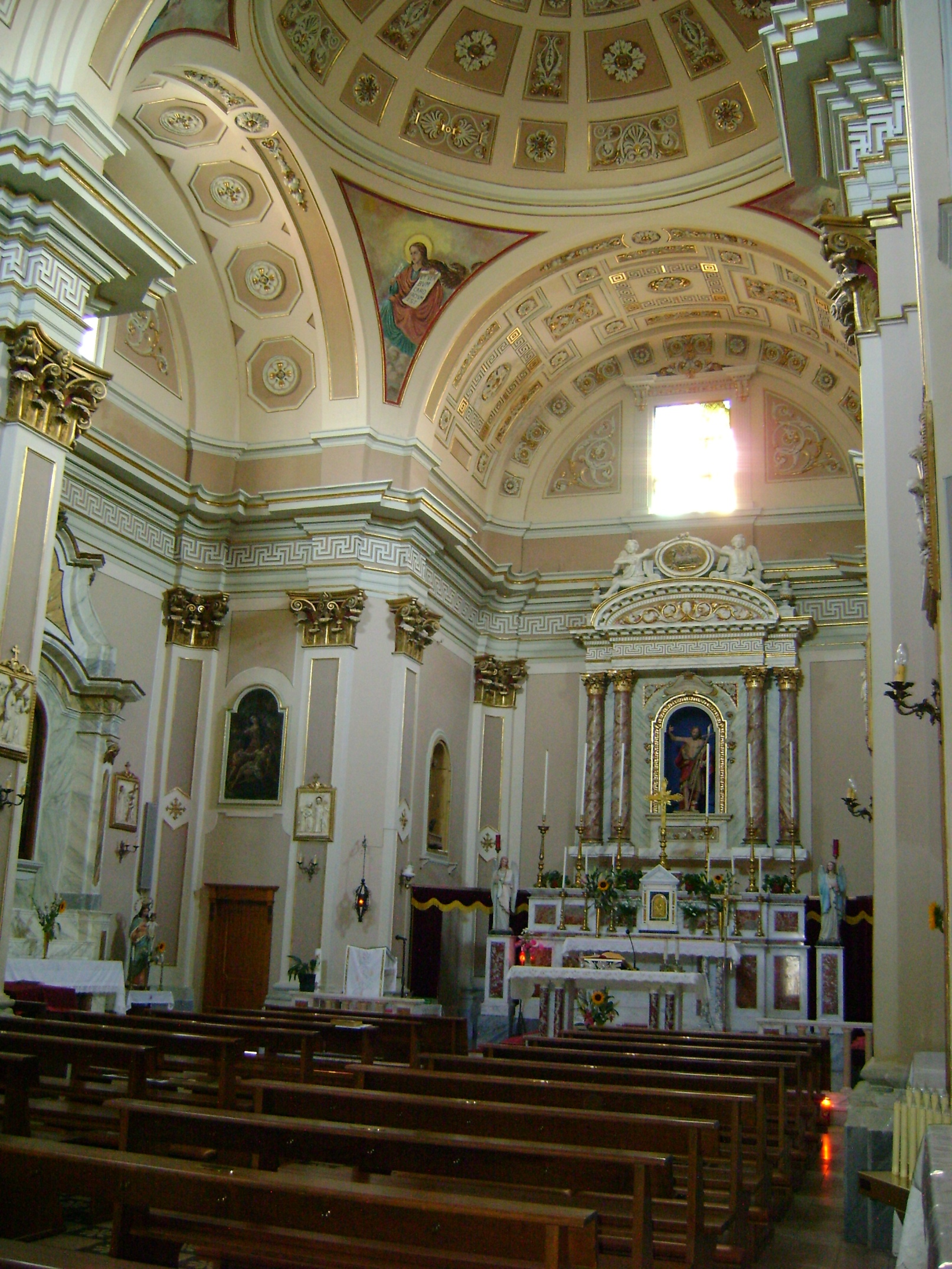
L'interno
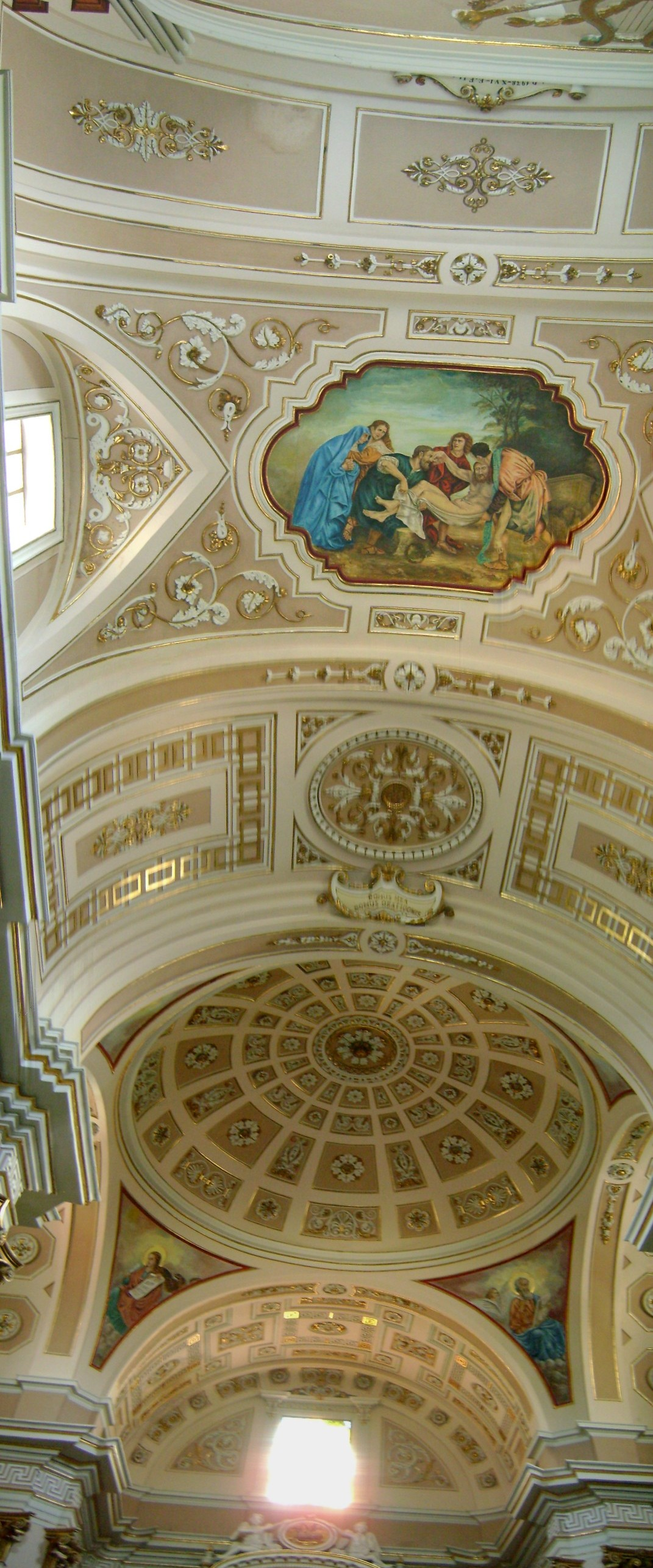
Il soffitto